# Io (biljni rod)
Io je monotipski biljni rod iz porodice zvjezdanovki smješten u podtribus Senecioniinae. Jedina je vrsta madagaskarski endem I. ambondrombeensis.

## Sinonimi
- Senecio ambondrombeensis Humbert